# DECnet
DECnet és un conjunt de protocols de xarxa creat per Digital Equipment Corporation. Llançat originalment el 1975 per connectar dos miniordinadors PDP-11, va evolucionar fins a convertir-se en una de les primeres arquitectures de xarxa peer-to-peer, transformant així DEC en una potència de xarxes en la dècada de 1980. Inicialment construït amb tres capes, més tard (1982) va evolucionar cap a un protocol de xarxa de set capes compatible amb OSI.
DECnet es va incorporar directament al sistema operatiu insígnia de DEC OpenVMS des dels seus inicis. Més tard, Digital el va portar a Ultrix, OSF/1 (després Tru64), així com s Apple Macintosh i IBM PC amb variants de DOS, OS/2 i Microsoft Windows amb el nom PATHWORKS, permetent que aquests sistemes es connectessin a xarxes DECnet de màquines VAX com nodes terminals.
Si bé els protocols DECnet van ser dissenyats completament per Digital Equipment Corporation, DECnet Phase II (i posteriors) eren estàndards oberts amb especificacions publicades, i es van desenvolupar diverses implementacions fora de DEC, incloses les per a FreeBSD i Linux. El codi DECnet del nucli de Linux es va marcar com a orfe el 18 de febrer de 2010 i es va eliminar el 22 d'agost de 2022.

## Evolució
DECnet fa referència a un conjunt específic de productes de xarxa de maquinari i programari que implementen l' Arquitectura de xarxa DIGITAL (DNA). L'Arquitectura de xarxa DIGITAL té un conjunt de documents que defineixen l'arquitectura de xarxa en general, indiquen les especificacions de cada capa de l'arquitectura i descriuen els protocols que operen dins de cada capa. Tot i que les eines analitzadores de protocols de xarxa solen classificar tots els protocols de DIGITAL com a "DECnet", en sentit estricte, els protocols DIGITAL no encaminats com LAT, SCS, AMDS, LAST/LAD no són protocols DECnet i no formen part de l'Arquitectura de xarxa DIGITAL.
Seguir l'evolució de DECnet és rastrejar el desenvolupament de l'ADN. Els inicis de l'ADN van ser a principis dels anys setanta. DIGITAL va publicar la seva primera especificació d'ADN aproximadament al mateix temps que IBM va anunciar la seva arquitectura de xarxa de sistemes (SNA).

## Instal·lacions destacades

### DEC Easynet
La xarxa corporativa interna de DEC era una xarxa DECnet anomenada Easynet, que havia evolucionat a partir de Engineering Net (E-NET) de DEC. Incloïa més de 2.000 nodes a partir de 1984, 15.000 nodes (en 39 països) a partir de 1987, i 54.000 nodes a partir de 1990.

### Internet DECnet
DECnet es va utilitzar en diversos centres de recerca científica que van enllaçar les seves xarxes per formar una xarxa internacional anomenada DECnet Internet. Això incloïa la Xarxa d'Anàlisi de Física Espacial dels EUA (US-SPAN), la Xarxa Europea d'Anàlisi de Física Espacial (E-SPAN) i altres xarxes d'investigació i educació. La xarxa constava de més de 17.000 nodes a partir de 1989. L'encaminament entre xarxes amb diferents espais d'adreces implicava l'ús de "enrutament de pobres" (PMR) o passarel·les de traducció d'adreces. El desembre de 1988, els hosts VAX/VMS a Internet DECnet van ser atacats pel cuc del Pare Noel.

## CCNET
CCNET (Computer Center Network) va ser una xarxa DECnet que connectava els campus de diverses universitats de les regions orientals dels Estats Units durant la dècada de 1980. Un avantatge clau va ser la compartició de programari de sistemes desenvolupat pel personal d'operacions dels diferents llocs, tots els quals utilitzaven diversos ordinadors DEC. Al març de 1983, incloïa la Universitat de Colúmbia, la Universitat Carnegie Mellon i la Universitat Case Western Reserve. El maig de 1986, s'havien afegit la Universitat de Nova York, l'Institut de Tecnologia Stevens, el Vassar College i l'Oberlin College. Diverses altres universitats es van incorporar més tard.